# Hadromys humei
Hadromys humei es una especie de roedor de la familia Muridae.

## Distribución geográfica
Se encuentra en China e India.